# Augusto Winn
Augusto Winn fue un futbolista argentino. Desarrolló su carrera en Rosario Central, desempeñándose como arquero. Integró el plantel campeón de la Copa Nicasio Vila 1908, primer título oficial para la institución.

## Carrera

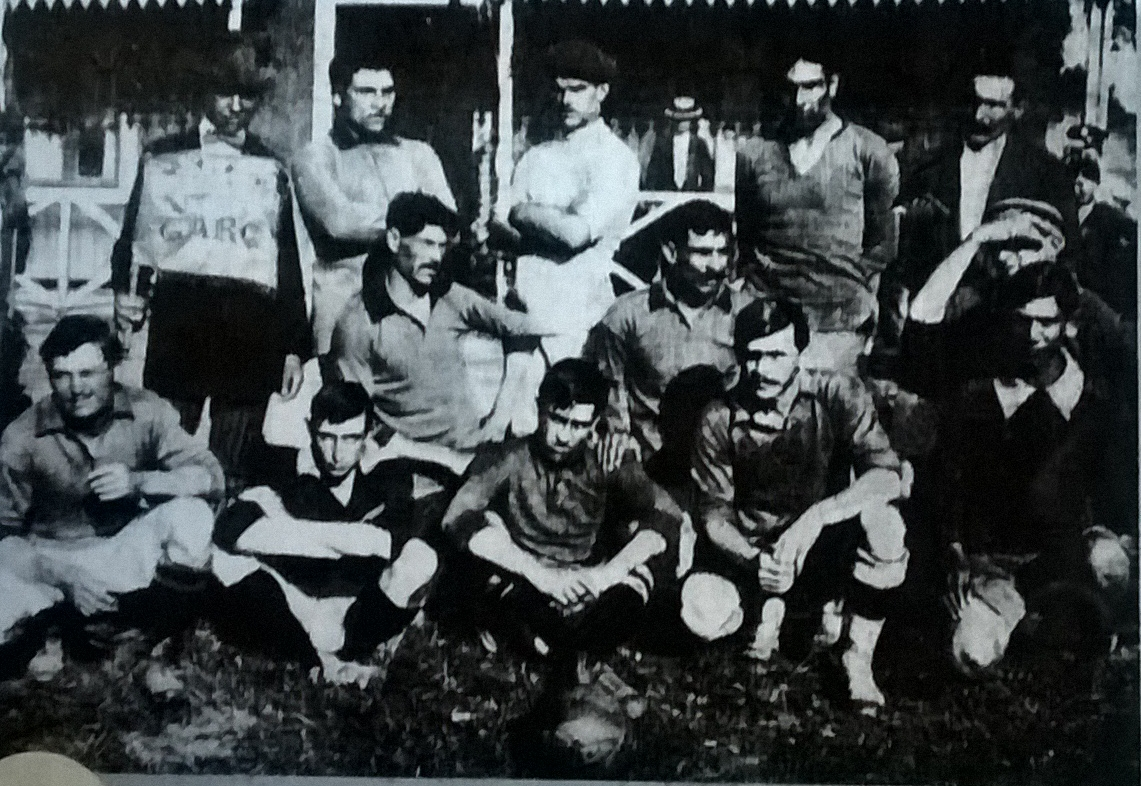
Equipo de Rosario Central en 1911. Arriba, con camiseta blanca, se encuentra Winn, flanqueado a su derecha por Ignacio Rota y a su izquierda por Zenón Díaz.

En el canalla jugó durante cinco temporadas, disputando al menos 22 encuentros, considerando que no están completos los datos estadísticos de la época. En su primer año en el primer equipo auriazul fue suplente de Victorino Pisso; aun así llegó a jugar un partido en la Copa Vila 1908. Al año siguiente le ganó el puesto a Pisso, participando también en los partidos por copas nacionales de su club. Sus últimas actuaciones en el equipo mayor fueron durante 1912, dejando lugar a la llegada de Serapio Acosta en 1913, arquero que se destacaría durante la década de 1910.

## Clubes
| Club            | País      | Año       |
| --------------- | --------- | --------- |
| Rosario Central | Argentina | 1908-1912 |

## Palmarés
| Equipo          | País      | Título                | Año  |
| --------------- | --------- | --------------------- | ---- |
| Rosario Central | Argentina | Copa Vila             | 1908 |
| Rosario Central | Argentina | Copa Damas de Caridad | 1910 |